# Maják Sõrve
Maják Sõrve (estonsky Sõrve tuletorn) stojí na jihozápadním pobřeží poloostrova Sõrve v jihozápadní části ostrova Saaremaa v obci Torgu v kraji Saaremaa v Baltském moři v Estonsku. Je ve správě Estonského úřadu námořní dopravy (Veeteede Amet, EVA), kde je veden pod registračním číslem 935. Maják je nejvyšším v Estonsku a patří mezi šedesátku nejvyšších majáků na světě.
Navádí lodi v severní části Rižského zálivu.

## Historie
První maják na ostrově byl postaven v roce 1646, jeho konstrukce byla dřevěná a oheň v železném koši se zvedal do výše pomocí vahadla. Maják nechal postavit livonský generální guvernér Gabriel Oxenstein. V roce 1650 byl postaven kamenný maják podle návrhu Heinricha Stegelinga. Maják byl v soukromém vlastnictví až do roku 1737, kdy byl spravován státem. V roce 1770 byl maják přestavěn na hranolovou věž s čtvercovým půdorysen, jeho výška byla asi 15 m a v roce 1807 byl zvýšen na cca 34 metrů. Světlo bylo ve výši 35 m n. m. s dosvitem 17 nm. V roce 1863 byla u majáku postavena dřevěná věž, která zastupovala maják v době rekonstrukce. V blízkosti byla postavena dvoupatrová zděná obytná budova. Od roku 1882 jako světelný zdroj sloužila petrolejová lampa s pěti knoty a v roce 1891 byl v lucerně instalován rotační mechanizmus a Fresnelova čočka s dosvitem 13 nm. V roce 1914 byl dosvit zvýšen na 17 nm. V období první světové války maják vyhořel (dřevěné stropy a schodiště). V roce 1920 byl obnoven a byla nainstalována acetylénová lampa od firmy AGA ve Švédsku. V období druhé světové války byl maják zničen. V roce 1949 byl postaven dočasný dřevěný šestiboký pyramidový maják vysoký 38 m, zdroj světla měl dosvit 18 nm. V roce 1960 byl postaven nový železobetonový maják, diesel generátor. V roce 2000 byla instalována firmou Tideland Signal Ltd. nová světelná soustava s rotačním zařízením (jedna otáčka za dvě minuty) s dosvitem 22 nm.
U majáku se dochovaly obytná budova a sauna z poloviny 19. století, strojovna generátoru a sklady z druhé poloviny 20. století.

## Popis
Železobetonová věž komolého kužele vysoká 53 metrů (včetně lucerny) je ukončena dvěma ochozy a lucernou vysokou 2,7 m. Maják má dolní část bílou, horní část s ochozy a lucernou černou. V roce 2014 byla instalována LED lampa.

### Data
| Barva                        | bílá    | Zdroj                          |
| Výška světla (m n. m.)       | 53      | [ 3 ] [ 2 ] [ 8 ] [ 9 ] [ 10 ] |
| Charakteristika 0,5+14,5=15s |         | [ 3 ] [ 2 ] [ 8 ] [ 9 ] [ 10 ] |
| Azimut                       | 0°–360° | [ 3 ] [ 2 ] [ 8 ] [ 9 ] [ 10 ] |
| Výseč                        | 360°    | [ 3 ] [ 2 ] [ 8 ] [ 9 ] [ 10 ] |
| Dosvit (nm)                  | 15      | [ 3 ] [ 2 ] [ 8 ] [ 9 ] [ 10 ] |

### Označení
- Admiralty: C3704
- ARLHS: EST-013
- NGA: 12672
- EVA 935

## Galerie

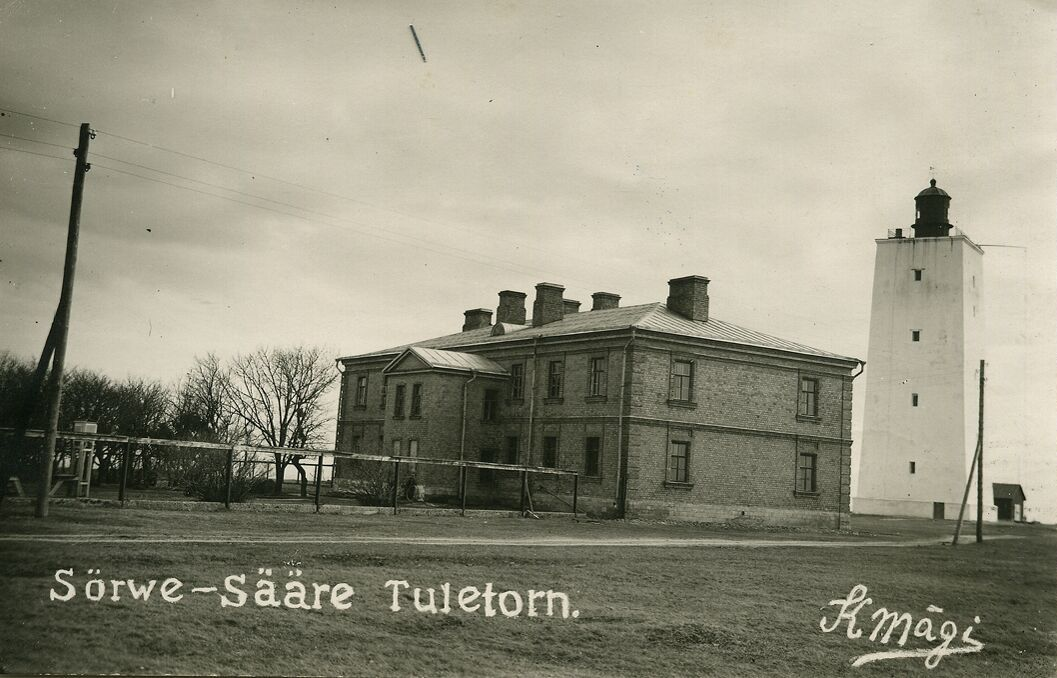
Pohlednice z meziválečného období
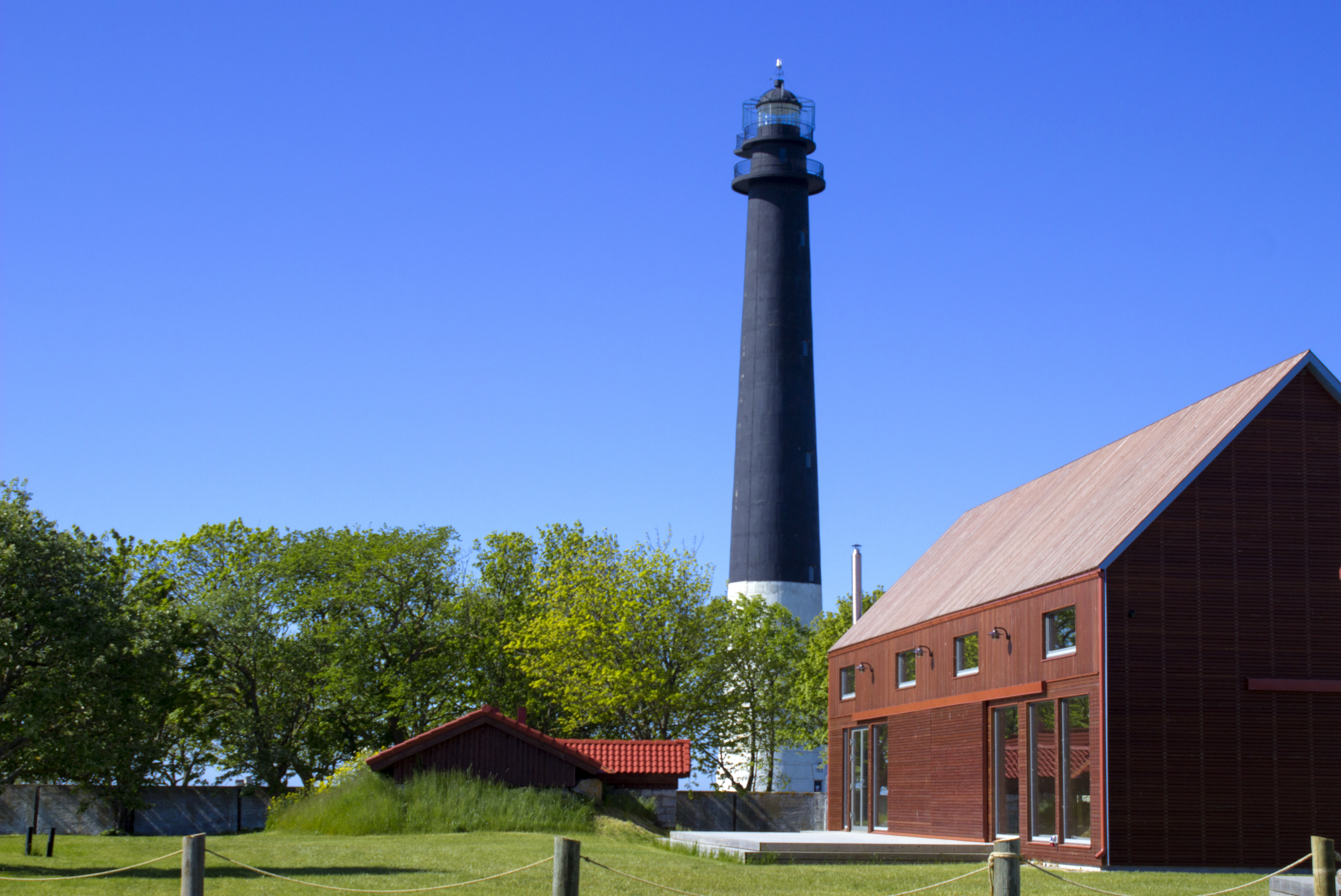
Maják v roce 2015
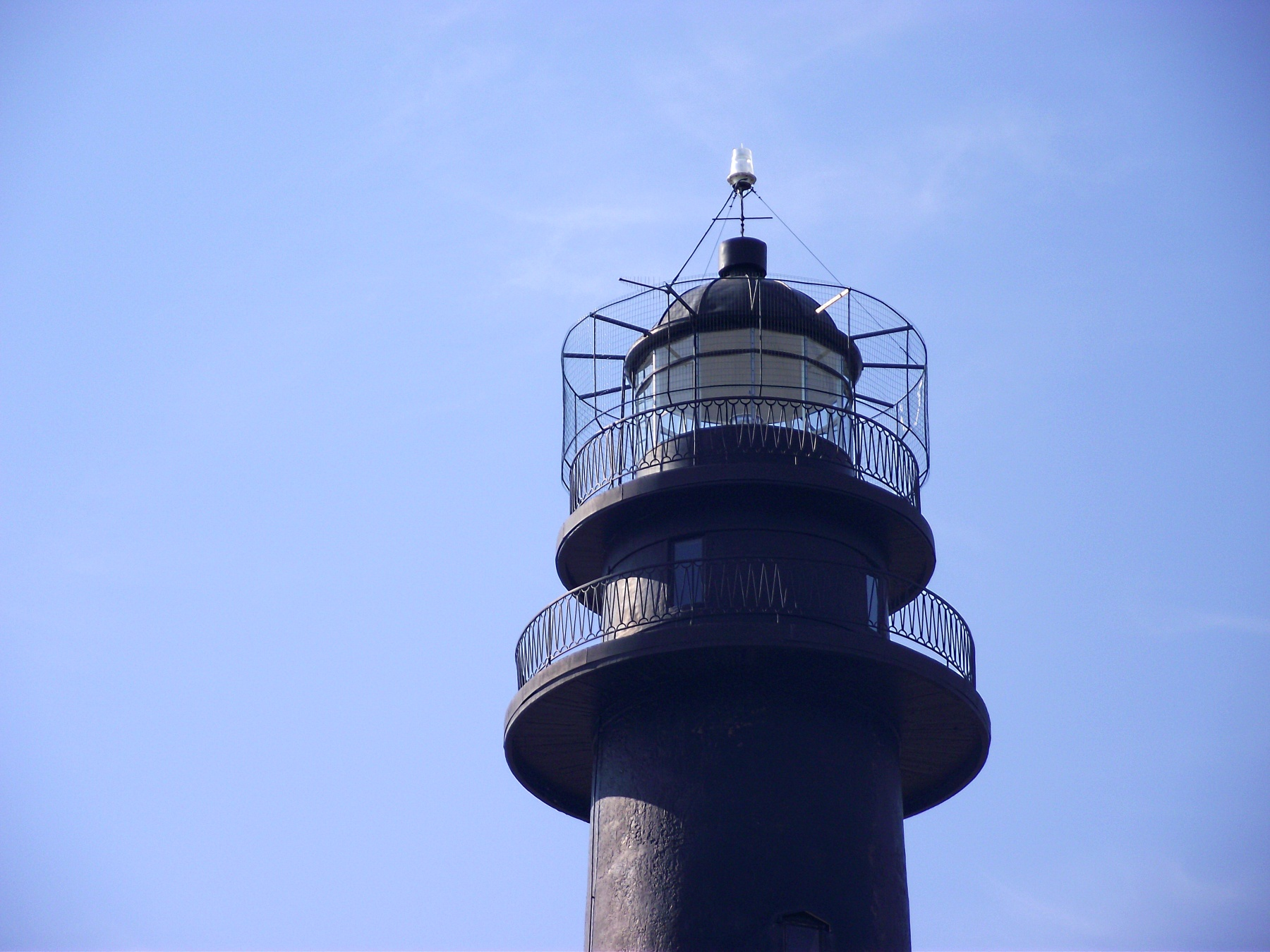
Lucerna a dvojitý ochoz
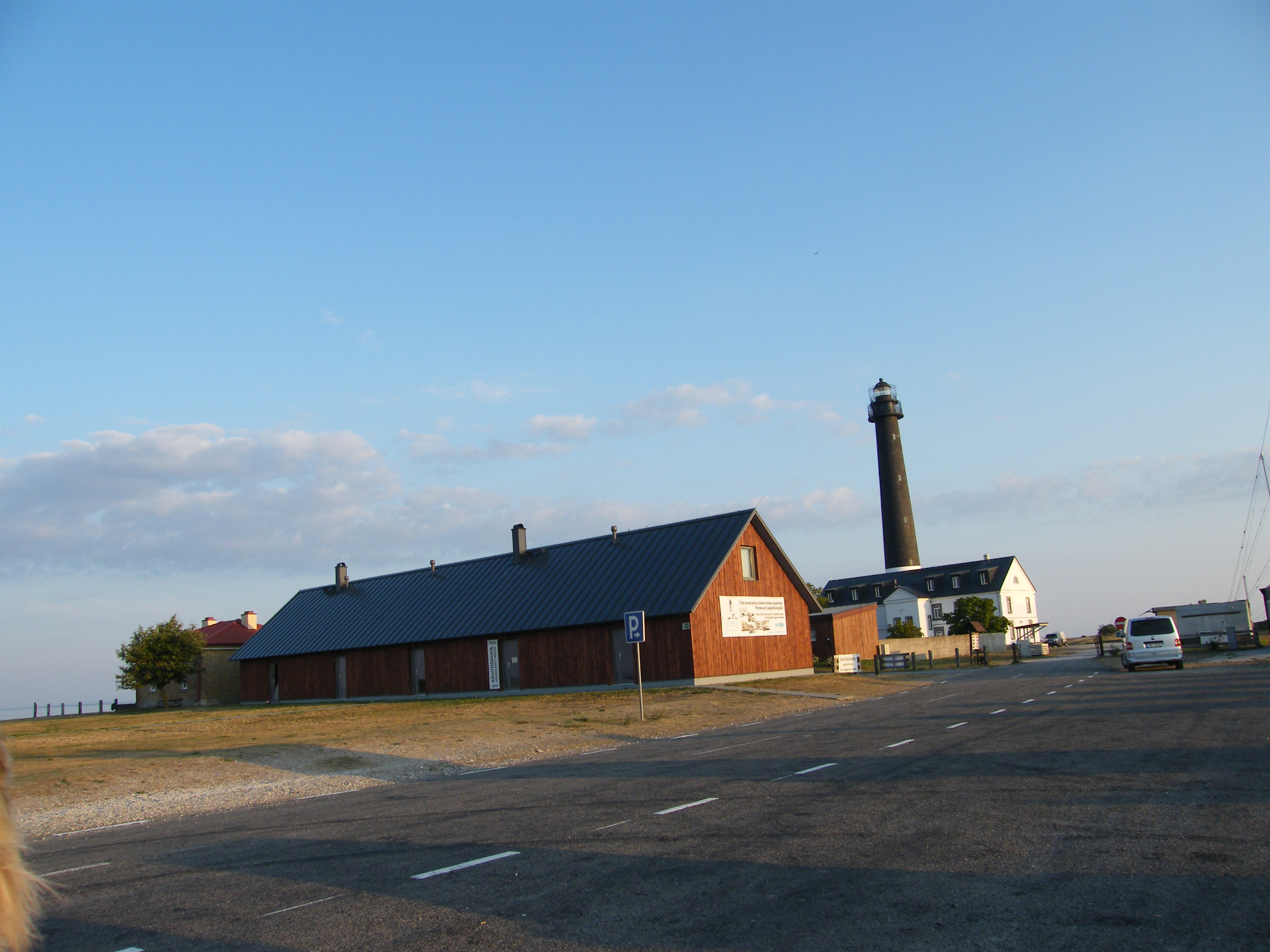
Maják v roce 2018
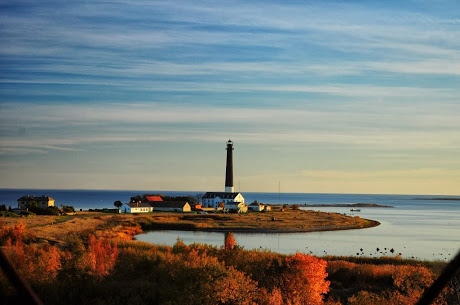
Pohled na maják a okolní budovy